# Nebe s.r.o.
Nebe s.r.o. (v anglickém originále Miracle Workers) je americký antologický komediální seriál založený na dílech humoristy Simona Riche, přičemž každá řada vychází z jiného dílu. První řada byla založena na románu What in God's Name a druhá řada byla natočena podle povídky Revolution. Seriál, který měl premiéru 12. února 2019 na americké stanici TBS, vytvořil Rich a v hlavních rolích se představili Daniel Radcliffe, Geraldine Viswanathan, Karan Soni, Jon Bjakos, Sjakoha Compère, Lolly Adefope a Steve Buscemi.
Druhá řada, která nese název Nebe s.r.o.: Doba temna (Miracle Workers: Dark Ages), měla premiéru 28. ledna 2020. Třetí řada měla premiéru 13. července 2021 a nese název Nebe s.r.o.: Divoký západ (Miracle Workers: Oregon Trail). Čtvrá řada s podtitulem Konec světa (End Times) bude mít premiéru v roce 2023.
V Česku měl seriál premiéru 26. dubna 2019 na HBO 3.

## Synopse

### První řada
První řada sleduje Craiga, nízce postaveného anděla zodpovědného za vyřizování všech modliteb lidstva, a Elizu, která nedávno přestoupila z Oddělení špíny. Jejich šéf, Bůh, se rozhodl pro důchod, protože se chce věnovat svým oblíbeným koníčkům. Aby zabránili zničení Země, musí Craig a Eliza dosáhnout toho největšího zázraku, o jaký se kdy pokusili. Řada byla natočena podle Richova románu What in God's Name.

### Druhá řada
Druhá řada se odehrává v době temna a je založena na Richově povídce „Revolution“.

### Třetí řada
Reverend Ezekiel Brown vede své umírající, hladomorem postižené město za lepším životem na Oregonské stezce. Po cestě se k nim přidává notoricky známý psanec Benny Mlaďas.

### Čtvrtá řada
Čtvrtá řada se odehrává v postapokalyptickém světě.

## Obsazení

### Hlavní role
- Daniel Radcliffe (český dabing: Vojtěch Kotek) jako:
  - Craig Bog (první řada)
  - princ Chauncley Prďácký (druhá řada)
  - reverend Ezekiel „Zek“ Brown (třetí řada)
  - Sid (čtvrtá řada)
- Geraldine Viswanathan (český dabing: Hana Kusnjerová) jako:
  - Eliza Hunterová (první řada)
  - Alexandra „Al“ Hovnoskřabová (druhá řada)
  - Prudence Aberdeenová (třetí řada)
  - Freya Exaltada (čtvrtá řada)
- Karan Soni (český dabing: Petr Neskusil) jako:
  - Sanjay Princ (první řada)
  - lord Chris Vexler (druhá řada)
  - Lovec hlav (třetí řada)
  - TI-90 / Tai (čtvrtá řada)
- Jon Bass (český dabing: Jan Rimbala) jako:
  - Sam Smith (první řada)
  - Michael „Mikey“ Hovnoskřab (druhá řada)
  - Todd Aberdeen (třetí řada)
  - Smeťák (čtvrtá řada)
- Sasha Compère (český dabing: Barbora Šedivá) jako Laura Greeneová (první řada)
- Lolly Adefope (český dabing: Martina Šťastná) jako:
  - Rosie (první řada)
  - Maggie (druhá řada)
- Steve Buscemi (český dabing: Miroslav Táborský) jako:
  - Bůh (první řada)
  - Edward Murphy „Eddie“ Hovnoškrab (druhá řada)
  - Benny Mlaďas (třetí řada)
  - Morris „Šrotmistr“ Rubinstein (čtvrtá řada)

### Vedlejší role
- Peter Serafinowicz (český dabing: Martin Zahálka) jako král Cragnoor Bezcitný (druhá řada)
- Jessica Lowe (český dabing: Ivana Korolová / Milada Vaňkátová) jako Mary Pekařová (druhá řada)
- Jack Mosedale (český dabing:  Robin Pařík / Jan Battěk) jako Wesley Ouchyl (druhá řada)
- Lamont Thompson (český dabing: Luboš Ondráček) jako farmář John (třetí řada)
- Tammy Dahlstrom (český dabing: Jana Páleníčková) jako Martha (třetí řada)
- Mary Anne McGarry (český dabing: Daniela Bartáková) jako bábinka McGillová (třetí řada)
- Quinta Brunson jako Trig (třetí řada)
- Erin Darke jako Phaedra (třetí řada)
- River Drosche jako malý Levi (třetí řada)

### Hostující role

#### První řada
- John Paul Reynolds (český dabing: Michal Holán) jako Mason
- Angela Kinsey (český dabing: Dana Černá) jako Gail
- Caleb Emery (český dabing: Radovan Klučka) jako Zach
- Theresa O'Shea (český dabing: Daniela Bartáková) jako babička
- Tim Meadows jako Dave Shelby
- Chris Parnell jako Boží otec
- Margaret Cho jako Boží matka
- Tituss Burgess jako Boží bratr
- Ruby Matenko jako Boží sestra

#### Druhá řada
- Kevin Dunn (český dabing: Petr Štěpánek) jako strýc Bert Hovnoškrab
- Jon Daly (český dabing: Ondřej Kavan) jako doktor Goodman
- Simon Paisley Day (český dabing: Svatopluk Schuller) jako král Trex
- Flip Webster (český dabing: Daniela Bartáková) jako šiblá Jane
- James M. Connor (český dabing: Jiří Valšuba) jako Frank
- David Gant (český dabing: Vladimír Kudla) jako Oracle
- Chris Jenks (český dabing: Jan Battěk) jako Archibald Cosmos
- Eva Fontaine (český dabing: Petra Hobzová) jako Gladys
- Tony Cavalero jako Ted Tesař
- Fred Armisen jako Percival Pudivítr
- Kerri Kenney-Silver jako Lila
- Dee Ahluwalia jako Lucas
- Sharita Oomeer jako učitelka
- Sinead Phelps jako Trish
- Charlie Rawes jako popravčí
- Warren Rusher jako Ruffian
- Stewart Scudamore jako rytíř
- Julian Seager jako rytíř
- Greta Lee jako princezna Vicki
- Miles Robbins jako Tristan

#### Třetí řada
- Shay Mitchell (český dabing: Petra Horváthová) jako Purple
- Jordan Firstman (český dabing: Jan Škvor) jako Kaya
- Carl Tart jako Lionel
- Tim Meadows jako Jedidiáš Normon
- Jessica Lowe jako hostinská v Branchwateru
- Ron Funches jako Vošoust Bob
- Karamo Brown jako Americký Patriot
- Marisa Quintanilla jako Sheila
- Bobby Moynihan jako guvernér Lane
- Genesis White jako malá Trig

#### Čtvrtá řada
- Thomas Forbes-Johnson jako Bifi
- Ken Heang jako obyvatel Bumíny
- Jason Scott Jenkins jako vůdce kybernetické stráže
- Andre Johnson jako Scavenger
- Erin Darke jako Holly
- Portia Harris jako obyvatelka Bumíny

## Řady a díly
| Řada | Díly | Premiéra v USA    | Premiéra v USA  | Premiéra v ČR     | Premiéra v ČR   |
| Řada | Díly | První díl         | Poslední díl    | První díl         | Poslední díl    |
| ---- | ---- | ----------------- | --------------- | ----------------- | --------------- |
| 1    | 7    | 12. února 2019    | 26. března 2019 | 26. dubna 2019    | 7. června 2019  |
| 2    | 10   | 28. ledna 2020    | 31. března 2020 | 13. března 2020   | 15. května 2020 |
| 3    | 10   | 13. července 2021 | 14. září 2021   | 12. září 2021     | 10. října 2021  |
| 4    | 10   | 10. července 2023 | 7. září 2021    | 25. července 2023 | 14. září 2023   |

## Produkce

### Výroba
Dne 17. května 2017 bylo oznámeno, že stanice TBS objednala první řadu sestávající ze sedmi epizod. Seriál byl vytvořen Simonem Richem a založen na jeho dílech. Očekávalo se, že vedoucími producenty seriálu se stanou Rich, Lorne Michaels, Andrew Singer, Daniel Radcliffe a Owen Wilson. Seriál vyrábějí produkční společnosti Broadway Video a Studio T. Dne 19. října 2017 bylo oznámeno, že Owen Wilson již není vedoucím producentem a byl nahrazen Stevem Buscemim.
Dne 15. května 2019 byl seriál obnoven pro druhou řadu. Dne 20. listopadu 2019 bylo oznámeno, že druhá řada, nazvaná Nebe s.r.o.: Doba temna, bude mít premiéru 28. ledna 2020. Dne 3. srpna 2020 byl seriál prodloužen o třetí řadu, která se zaměří na divoký západ a Oregonskou stezku. Dne 19. května 2021 bylo oznámeno, že třetí řada zvaná Nebe s.r.o.: Divoký západ bude mít premiéru 13. července 2021.  Dne 3. listopadu 2021 seriál dostal čtvrtou řadu. 27. října 2022 bylo oznámeno, že čtvrtá řada s podtitulem Konec světa bude mít premiéru 16. ledna 2023. Na začátku ledna stanice TBS v tichosti odložila premiéru čtvrté řady. Přesto se první epizoda čtvrté řady objevila v mezinárodních verzích HBO Max 17. ledna 2023; o několik hodin později ale byla z obsahu stažena.

### Casting
Spolu s počátečním oznámením objednávky série se potvrdilo, že Daniel Radcliffe a Owen Wilson budou hrát v seriálu. 19. října 2017 bylo oznámeno, že Steve Buscemi nahradil Wilsona v roli Boha. V listopadu 2017 Deadline Hollywood a Variety uvedly, že Geraldine Viswanathan, Jon Bass, Karan Soni a Sasha Compère získali hlavní role. 25. března 2018 bylo oznámeno, že Lolly Adefope byla obsazena do hlavní role. Dne 27. května 2021 byla Quinta Brunson obsazena do vedlejší role pro třetí řadu.

## Propagace a zveřejnění
4. prosince 2018 stanice TBS stanovila premiéru seriálu na 12. února 2019. 8. února 2019 TBS zveřejnila první epizodu seriálu na svém oficiálním YouTube kanálu. V Austrálii se seriál vysílá ve stejnou dobu na streamovací službě Stan.

### Marketing
5. prosince 2018 TBS zveřejnila teaser trailer k seriálu. 19. prosince 2018 byl vydán oficiální plnohodnotný trailer.

### Premiéra
26. ledna 2019 se uskutečnilo promítání pilotní epizody během filmového festivalu Sundance 2019. Mezi účastníky byli Daniel Radcliffe, Geraldine Viswanathan, Karan Soni a Simon Rich.